# Batalla de Nájera
La batalla de Nájera (algunes vegades anomenada Batalla de Navarrete) va ser un episodi de la Primera Guerra Civil Castellana que enfrontava el rei Pere I de Castella amb el seu germanastre Enric de Trastàmara, que pretenia el tron, i es va lliurar el 3 d'abril de 1367 en les proximitats de Nájera, en una línia paral·lela al camí que anava al nord des d'Alesón a Huércanos i Uruñuela, a la Comunitat Autònoma de La Rioja. La batalla es va saldar amb una completa i catastròfica derrota del bàndol del pretendent Enric de Trastàmara.

## Antecedents
La Primera Guerra Civil Castellana va ser fruit de la divisió durant el regnat d'Alfons XI de Castella. Una part de la cort encapçalada per la reina Maria de Portugal i de Castella, i l'altre per l'amant del rei, Elionor de Guzmán, i que va donar al sobirà deu fills, inclòs Enric de Trastàmara. La revolta d'Enric de Trastàmara, que es va sostenir amb el suport de la noblesa castellana, davant del rei Pere el Cruel, va intentar retallar les atribucions d'aquest i la seva influència política mentre aquest va realitzar una política d'enfortiment de l'autoritat real enfront de l'alta noblesa, alhora que va començar una guerra contra Aragó.
El poder naval de la Corona de Castella, molt superior als de França i Anglaterra, va fer que aquestes, enfrontades en aquells dies en la Guerra dels Cent Anys, decidissin entrar a la guerra cadascuna recolzant un bàndol per poder disposar de l'armada castellana en suport al seu bàndol. Els oponents van ser l'exèrcit del rei Pere, ajudat per forces del Regne d'Anglaterra, manades per Eduard de Woodstock, el Príncep Negre i les tropes de la Corona de Castella de l'aspirant al tron Enric de Trastàmara ajudades per contingents del Regne de França a les ordres del conestable Bertrand du Guesclin.
Pere va haver de fugir a Bordeus, on es va aliar amb Eduard de Woodstock, que li va garantir el seu suport militar a canvi que Castella, un cop restaurat Pere al tron, combatés al costat d'Anglaterra contra els francesos. Amb aquesta finalitat, Eduard va començar a reclutar tropes per enfrontar-se amb Enric: a part dels seus propis combatents anglesos, va reunir soldats de Gascunya i Aquitània. El germà del príncep, Joan de Gant, va arribar de Londres amb 400 cavallers i un gran nombre d'arquers armats amb arc llarg anglès. A aquestes forces es van sumar grups de soldats cedits pel rei Jaume IV de Mallorca i nombrosos mercenaris. El 1366 Enric va tornar des de França, va deposar Pere I de Castella i es va proclamar rei al monestir de Las Huelgas.
El febrer de 1367 escoltat per Martín Enríquez de Lacarra, Eduard va creuar els Pirineus per Roncesvalls amb el seu exèrcit d'uns 24.000 homes i, havent estat informat que el de Trastàmara es trobava a La Rioja, va travessar el riu Ebre per Logronyo i l'1 d'abril va acampar a la petita vila de Navarrete seguint el camí que duia a Nájera.
Un contingent de genets fou enviar a fustigar als anglesos, però desertaren i s'hi uniren, de la mateixa manera que feu un grup de soldats d'infanteria.

## Ordre de batalla i disposició tàctica
Tot i que Bertrand du Guesclin va recomanar Enric de Trastàmara un enfrontament directe contra el molt experimentat exèrcit anglès, però aquest no podia pensar en la derrota, doncs les seves forces superaven en nombre l'enemic per almenys 30.000 homes. Enric va ubicar a les seves forces deixant el riu Najerilla a la seva esquena. Als ulls dels historiadors moderns, aquesta situació sembla un greu error tàctic, però alguns experts exposen que Enric i Bertrand van creure que la seva millor possibilitat de victòria descansava en la cavalleria (error incessantment repetit pels comandants francesos a la Guerra dels Cent Anys), en comptes de confiar en l'enorme nombre de tropes de lleva i van intentar protegir la rereguarda amb el riu, tractant d'aprofitar l'avantatge que els seus genets fortament armats podien obtenir de la uniforme plana que s'estenia enfront d'ells. Tots dos bàndols van disposar els seus efectius en tres fileres.

### Exèrcit anglo-castellà
L'avantguarda anglo-castellana, comandada per Joan de Gant i John Chandos tenia una bona part dels mercenaris de les companyies i estava composta per 3.000 infants i 500 dels arquers anglesos.
El centre anglès, sota les ordres d'Eduard de Woodstock i Enric de Trastàmara tenia la part més nombrosa de l'exèrcit, amb 2.000 infants i 2.000 arquers entre les tropes reclutades pels senescals, les guarnicions de Gascunya i desertors castellans. Els flancs estaven coberts per dues forces de dos mil homes cadascuna, la de la dreta amb tropes les navarreses de Martín Enríquez de Lacarra i els contingents de Jean III de Grailly, el Captal de Buch i Arnaud Amanieu, i a l'esquerra els contingents de Percy, Clisson, Thomas Felton i Walter Huet.
La rereguarda comptava amb 3.000 infants i 3.000 arquers comandats per Jaume IV de Mallorca, amb les companyies de Calveley, Bérard i Bertucat d'Albret, i les forces de Joan I d'Armanyac.
En les tres línies de l'exèrcit anglès, els infants a peu anaven al centre i els arquers en ambdós flancs. L'única línia que disposava de cavalleria era la tercera.

### Exèrcit franco-castellà
Els francocastellans comptaven amb un notable avantatge numèric, tot i que l'exèrcit francès de Bertrand du Guesclin desplegat al Regne d'Aragó només va fer arribar un miler d'homes.
L'avantguarda del pretendent es componia de 1.500 homes d'armes escollits i 500 ballesters francesos.
El centre constava del millor de la cavalleria pesant, al mig 1.500 genets i grans unitats de cavalleria lleugera castellana en ambdós flancs, amb el flanc esquerre per Tello Alfonso de Castilla i el dret per Alfons IV de Ribagorça, el comte de Dénia. La cavalleria lleugera era de vella tradició en els sistemes militars castellans, i estava concebuda per a les freqüents escaramusses amb els àrabs, tot i que la idea havia estat abandonada pels altres exèrcits europeus d'aquesta època. La part central de la línia de genets estava sota el comandament d'Enric de Trastàmara.
La rereguarda incloïa més de 20.000 infants castellans de diversos nivells de moral i entrenament: hi havia soldats professionals (competents i ben armats), però també bona quantitat de reclutes portats a la força que no tenien la menor intenció de lluitar.

## Desenvolupament tàctic

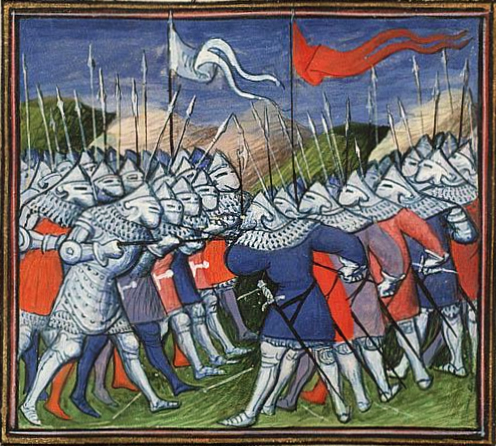
Batalla de Nájera

Eduard de Woodstock va ordenar a tots els soldats que desmuntessin i enviessin les muntures a la rereguarda i van avançar a peu. Veient això, Bertrand du Guesclin va dirigir la seva avantguarda contra la part central de l'anglesa, però els arquers anglesos van dispersar i massacrar als ballesters castellans, amb menys velocitat de tir. El combat es va convertir llavors en un cos a cos, la qual cosa va impedir als arquers utilitzar les armes per por de ferir als seus companys amb foc amic.
Un cop les avantguardes lluitaven cos a cos, el príncep va enviar el gruix de l'exèrcit, i la cavalleria lleugera castellana es va llançar contra ells per erosionar els dos flancs i fer-los retrocedir per formar una bossa a la part central, que seria destruïda amb comoditat per la cavalleria pesant, però a mesura que els castellans es movien al llarg del front, defugint el combat singular, els arquers dels flancs es van acarnissar amb ells. En intentar retrocedir per reorganitzar-se, els cavallers van quedar a la distància que per l'arc llarg anglès resultava més còmoda, i les baixes van ser encara pitjors, de manera que Tello Alfonso de Castella i Alfons IV de Ribagorça es van haver de retirar. Davant aquest desastre, la cavalleria pesant va intentar atacar els arquers, però un núvol de fletxes va acabar amb animals i genets amb prou feines començada la seva càrrega. Els pocs cavallers supervivents van fugir del camp de batalla i el capità Gómez Carrillo va ser capturat.
Percy i De Buch van decidir capitalitzar ràpidament l'avantatge obtinguda reorganitzant les seves forces en un sol front estretament unit i el van dirigir cap a du Guesclin, on les tropes estaven encara travades en combat amb les d'Eduard. Avançant cap al front, van sorprendre els francesos per rereguarda mentre els arquers ho feien per l'avantguarda. Una altra part dels arquers, donant l'esquena al combat, van dirigir les seves armes cap a fora per neutralitzar un possible contraatac de la cavalleria lleugera castellana. No van haver d'esperar molt. Enric de Trastàmara va comprendre que la línia de Percy i De Buch havia de ser trencada immediatament o la derrota era segura. Tres vegades els genets van carregar contra l'enemic, i tres vegades les fletxes dels arquers els van rebutjar.
Eduard, avisat de la destrucció de la cavalleria enemiga, va desplaçar la seva divisió central cap endavant per pressionar encara més du Guesclin, al que Enric de Trastàmara va ennviar les seves masses d'infants, però els anglesos, sense espantar-se per l'enorme superioritat numèrica van esperar que els infants es posessin a l'abast i els van ruixar amb desenes de salves mortíferes, i els supervivents es van dispersar i van fugir.
Enric, adonant-se que tot havia acabat, va acompanyar la cavalleria, que va poder escapar per rereguarda, però la infanteria va quedar atrapada entre els anglesos i el Najerilla, i només podien salvar travessant un estret pont sobre el riu, però per evitar-ho, la rereguarda anglesa, que encara no havia entrat en combat va voltar al grup de Percy i va atacar els infants enemics. La majoria d'ells van morir ofegats.
Du Guesclin només va rendir les seves armes quan va comprendre que l'exèrcit castellà ja no existia. Dels 2.000 homes sota el seu comandament directe, 500 havien mort i els 1.500 restants es trobaven ferits. Du Guesclin va ser capturat i alliberat després del pagament d'un quantiós rescat.

## Conseqüències
La batalla de Nájera demostra-un cop més-la superioritat dels arquers anglesos armats amb els seus temibles  longbows  contra qualsevol classe de força que se'ls s'enfrontés. La singularitat d'aquesta batalla va ser que, per primera vegada, van haver d'enfrontar a la cavalleria lleugera, contra la qual es van mostrar tan mortífers i eficients com sempre. Lamentablement per als francesos, els seus estrategs no aprendrien aquesta sagnant lliçó fins a gairebé un segle més tard, i la insistència a atacar frontalment als arquers costaria encara a França centenars de milers de morts.
La major part dels caps d'Enric van ser capturats pels anglesos a Nájera, qui els van retenir per salvar les seves vides de la venjança de Pere el Cruel. Tot i que se suposava que Enric havia mort, en realitat el mig germà del rei havia aconseguit travessar de nou el massís pirinenc i arribar a França. Pere I va aconseguir recuperar el tron de Castella, i va sotmetre el territori a un enorme bany de sang, amb el qual es va venjar de tots aquells que havien donat suport al seu germà, però es va veure enfrontat a Eduard de Woodstock, que desitjava cobrar l'acordat en el tractat de Libourne el 1366 per l'ajuda militar que li havia prestat. En no rebre els diners que se li devia ni els ports de Biscaia, l'anglès va començar a negociar secretament el repartiment del territori castellà entre Anglaterra, Aragó, Navarra i Portugal, retornant després a les seves ocupacions en Aquitània.
Enric de Trastàmara, refugiat al Castell de Perapertusa va aconseguir reunir per segona vegada un nombrós exèrcit francès i novament va creuar les muntanyes per envair Castella. Aquesta segona invasió culminaria a la batalla de Montiel dos anys més tard, on Pere seria derrotat i després assassinat pel mateix Enric, que va ser coronat amb el nom d'Enric II de Castella i va haver de guerrejar una vegada més contra els anglesos, en aquesta oportunitat per recuperar el territori del golf de Biscaia, ocupat com a fiança per l'ajuda prestada a Pere.